# Ludwik Eugeniusz Dąbrowa-Dąbrowski

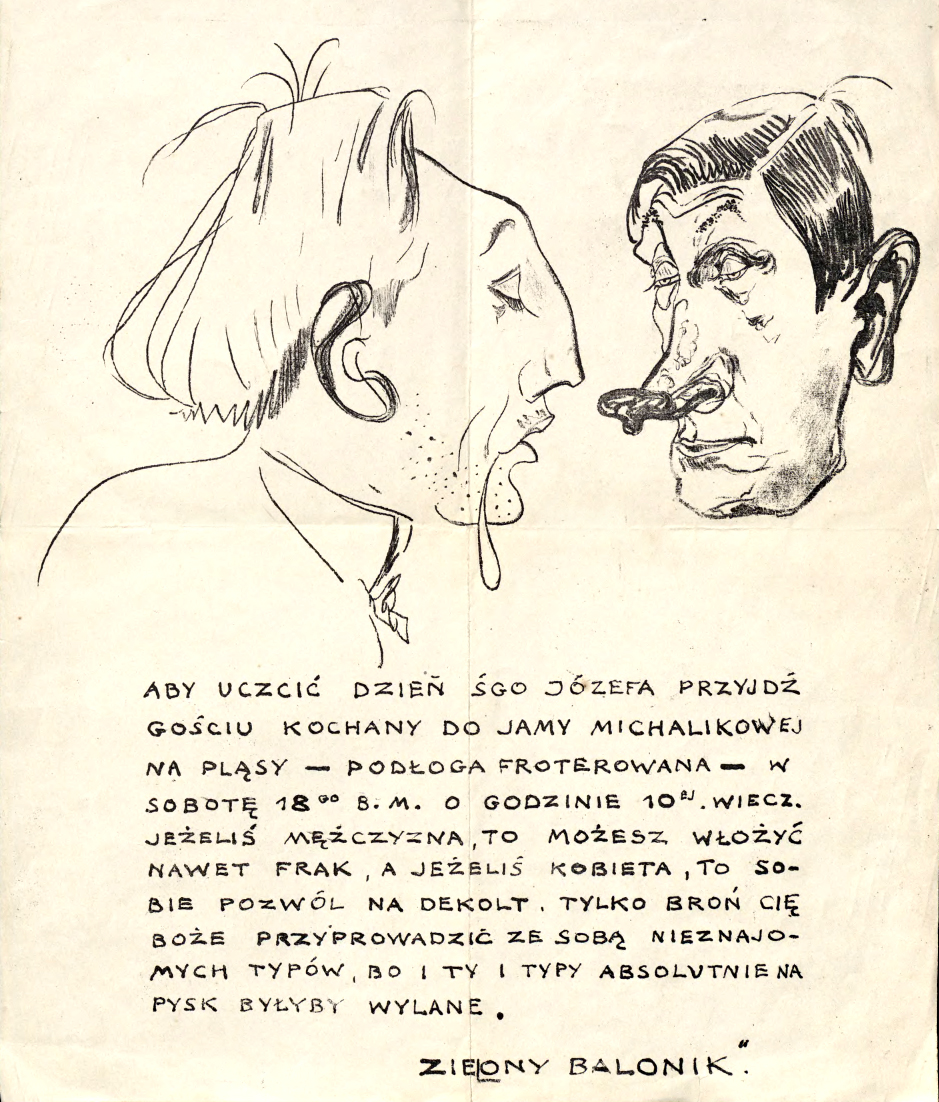
Kazimierz Sichulski, Zaproszenie kabaretu "Zielony Balonik". Eugeniusz Dąbrowa-Dąbrowski (po prawej) i Ignacy Engelbert Blaschke.

Ludwik Eugeniusz Dąbrowa-Dąbrowski (ur. 1870, zm. 1941) – malarz, architekt, dekorator, grafik. Prawnuk Wojciecha Bogusławskiego.

## Życiorys
Studiował w Paryżu, Wiedniu i Monachium.
W 1900 roku zamieszkał w Krakowie, gdzie zajmował się malarstwem i grafiką użytkową. Tworzył plakaty, okładki książek, winiety, inicjały, przerywniki oraz opracowywał układy graficzne książek.
Związany z Warsztatami Krakowskimi oraz Towarzystwem Polska Sztuka Stosowana, co podkreślał w swojej twórczości, opracowując m.in. Katalog wystawy Krakowskiego Towarzystwa «Polska Sztuka Stosowana» z 1908 roku.
W zdobnictwie książek wykorzystywał motywy polskiej wycinanki ludowej, stylizowane rośliny i ptaki.
Do jego znanych prac należą plakaty: I Wystawa Niezależnych, Bal Akademicki.
W 1906 roku zaprojektował układ i ornamentykę Kalendarza Jubileuszowego Drukarni Związkowej w Krakowie.
Wykonał ilustracje do książek Marii Turzymy (Głos kobiet w kwestii kobiecej, Kraków 1903 i Wyzwalająca się kobieta, Kraków 1906), Henryka Dumolarda (Japonia pod względem politycznym, ekonomicznym i społecznym, Lwów 1904), Adolfa Dygasińskiego (niemieckie wydanie Godów życia, Monachium 1909).
Na wystawie drukarskiej w 1904 roku otrzymał brązowy medal - był też autorem układu graficznego i dekoracji katalogu tej wystawy.
Współpracował z krakowskimi drukarniami: Drukarnią Narodową, Związkową i Anczyca.
Autor przebudowy dworu w Moszczanicy i bogatej aranżacji wnętrz. Współautor secesyjnej modernizacji wnętrz Starego Teatru w Krakowie, projektant biur i mieszkania prezydenta miasta Krakowa oraz kawiarni Noworolski w krakowskich Sukiennicach.
Po I wojnie światowej mieszkał i wystawiał we Francji (m.in. na Salonach Paryskich). W 1939 roku osiadł w Poznaniu.

## Bibliografia

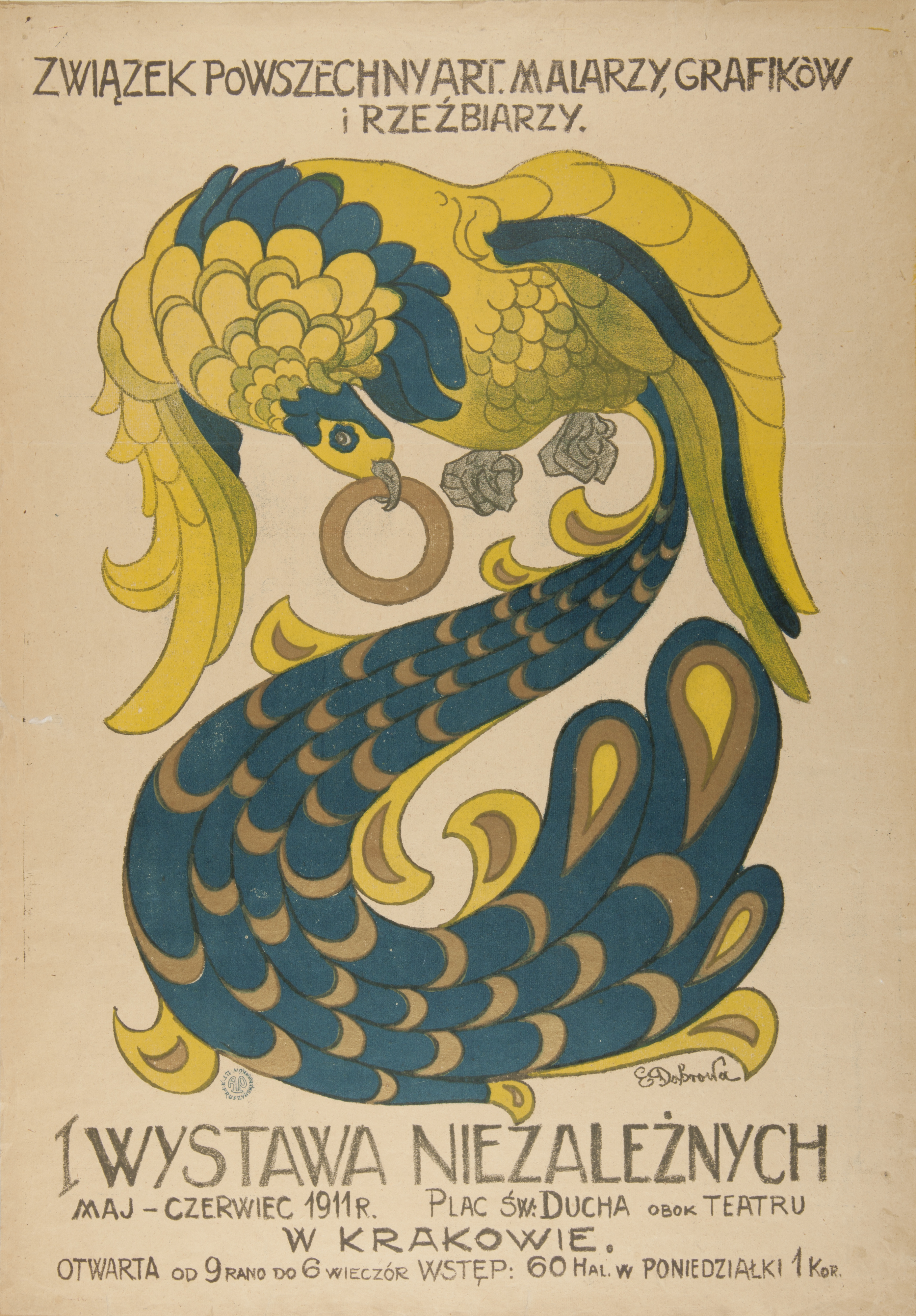
I Wystawa Niezależnych, 1911